# ST6GALNAC5
ST6GALNAC5 (англ. ST6 N-acetylgalactosaminide alpha-2,6-sialyltransferase 5) – білок, який кодується однойменним геном, розташованим у людей на 1-й хромосомі. Довжина поліпептидного ланцюга білка становить 336 амінокислот, а молекулярна маса — 38 443.
| 10         |  | 20         |  | 30         |  | 40         |  | 50         |
| ---------- |  | ---------- |  | ---------- |  | ---------- |  | ---------- |
| MKTLMRHGLA |  | VCLALTTMCT |  | SLLLVYSSLG |  | GQKERPPQQQ |  | QQQQQQQQQA |
| SATGSSQPAA |  | ESSTQQRPGV |  | PAGPRPLDGY |  | LGVADHKPLK |  | MHCRDCALVT |
| SSGHLLHSRQ |  | GSQIDQTECV |  | IRMNDAPTRG |  | YGRDVGNRTS |  | LRVIAHSSIQ |
| RILRNRHDLL |  | NVSQGTVFIF |  | WGPSSYMRRD |  | GKGQVYNNLH |  | LLSQVLPRLK |
| AFMITRHKML |  | QFDELFKQET |  | GKDRKISNTW |  | LSTGWFTMTI |  | ALELCDRINV |
| YGMVPPDFCR |  | DPNHPSVPYH |  | YYEPFGPDEC |  | TMYLSHERGR |  | KGSHHRFITE |
| KRVFKNWART |  | FNIHFFQPDW |  | KPESLAINHP |  | ENKPVF     |  |            |

A: Аланін

C: Цистеїн

D: Аспарагінова кислота

E: Глутамінова кислота

F: Фенілаланін

G: Гліцин

H: Гістидин

I: Ізолейцин

K: Лізин

L: Лейцин

M: Метіонін

N: Аспарагін

P: Пролін

Q: Глутамін

R: Аргінін

S: Серин

T: Треонін

V: Валін

W: Триптофан

Кодований геном білок за функціями належить до трансфераз, глікозилтрансфераз. 
Локалізований у мембрані, апараті гольджі.